# Stazione di Faringe
La stazione di Faringe (in lingua svedese: Faringe Järnvägsstation) è situata nel villaggio di Näsby, a circa 7 km a sud dal villaggio di Faringe, nel comune di Uppsala, in Svezia.
Aperta nel 1885, tra il 1921 e il 1972 è stata stazione di testa/terminale anche della linea per Gimo (Faringe-Gimo Järnväg), successivamente soppressa. L'edificio della stazione fu distrutto da un incendio nella notte tra il 15 e 16 gennaio 1982 ed è stato successivamente ricostruito nel 2008 e riaperto al pubblico nel 2011.
La stazione costituisce il capolinea della ferrovia Uppsala-Lenna (ULJ) a scartamento ridotto ed è sede di un museo ferroviario. Sono presenti un capannone con officina per il ricovero delle locomotive e una piattaforma girevole ferroviaria, mentre nell'edificio della stazione ci sono stanze per il personale. Nelle vicinanze della stazione vi sono diversi negozi e una fabbrica di abbigliamento.

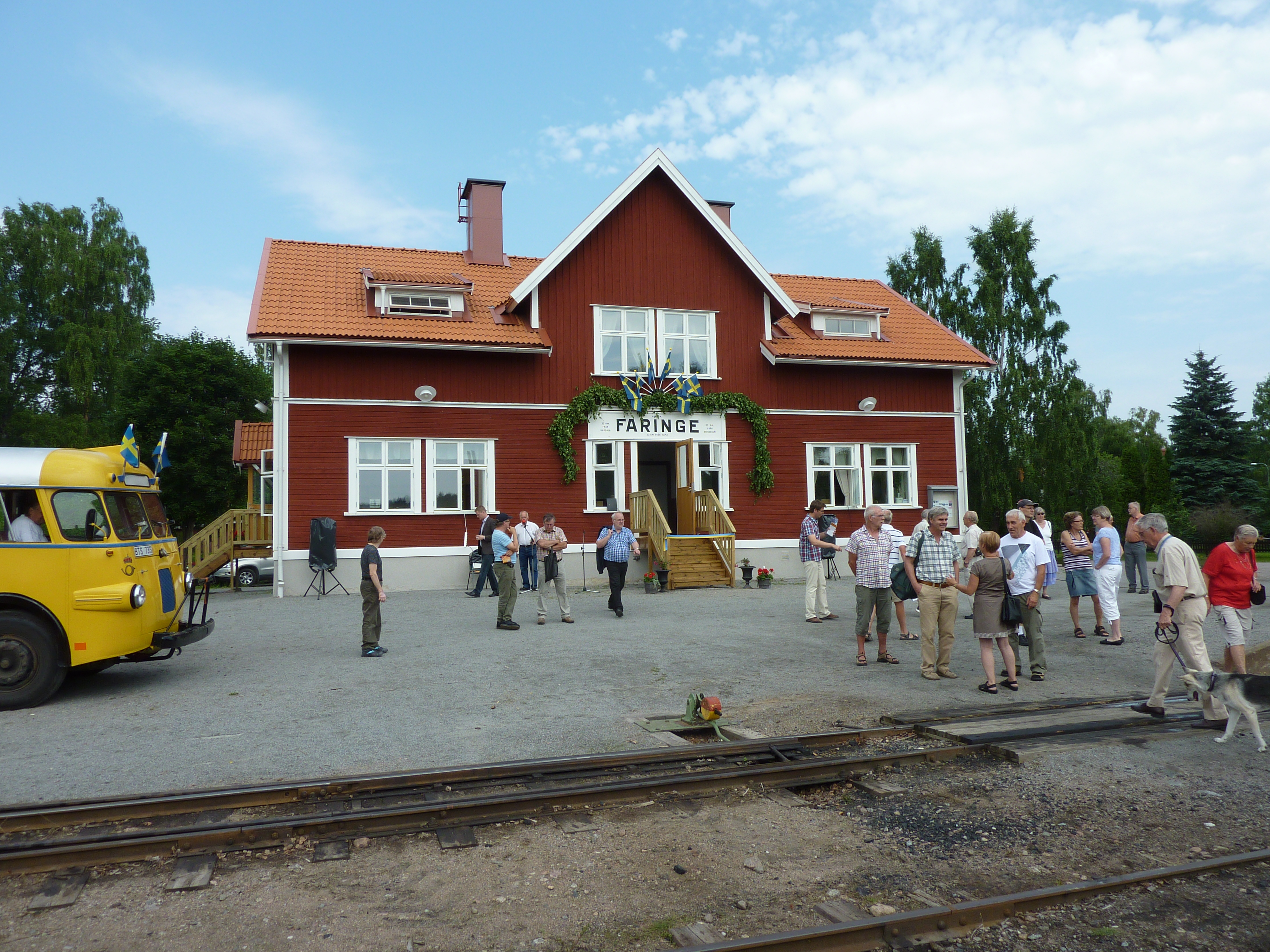
La stazione nel 2011
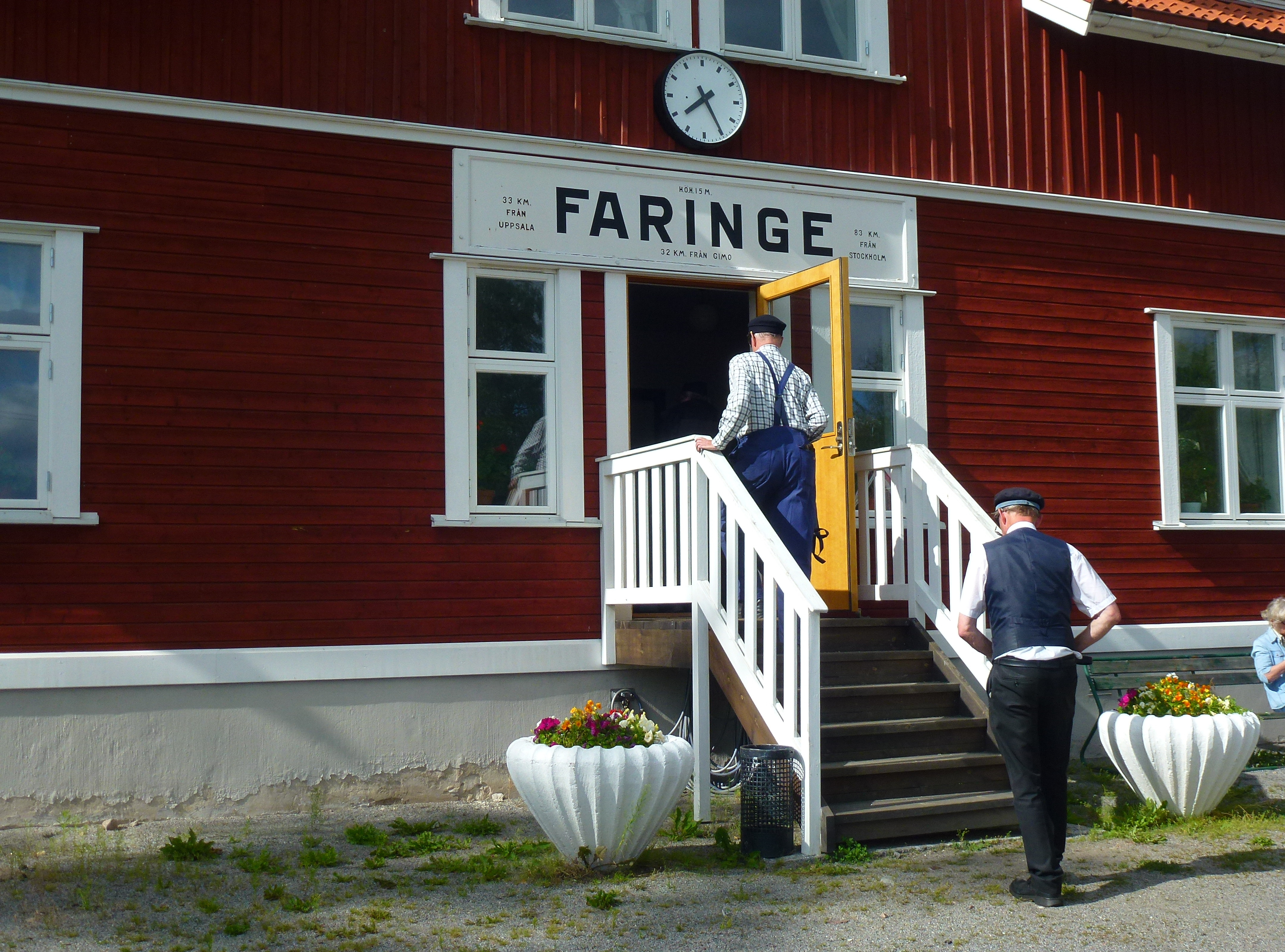
Ingresso
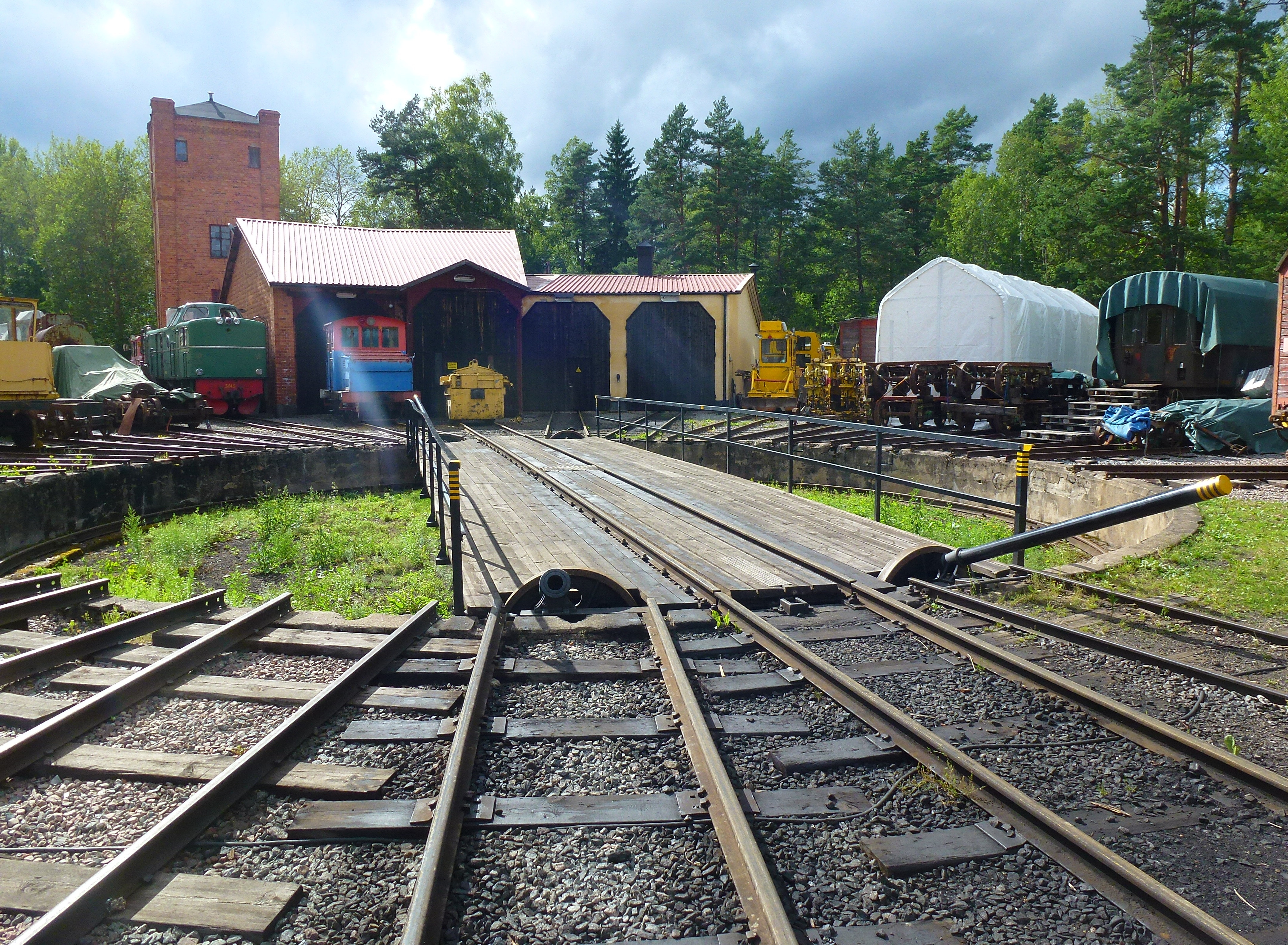
Deposito
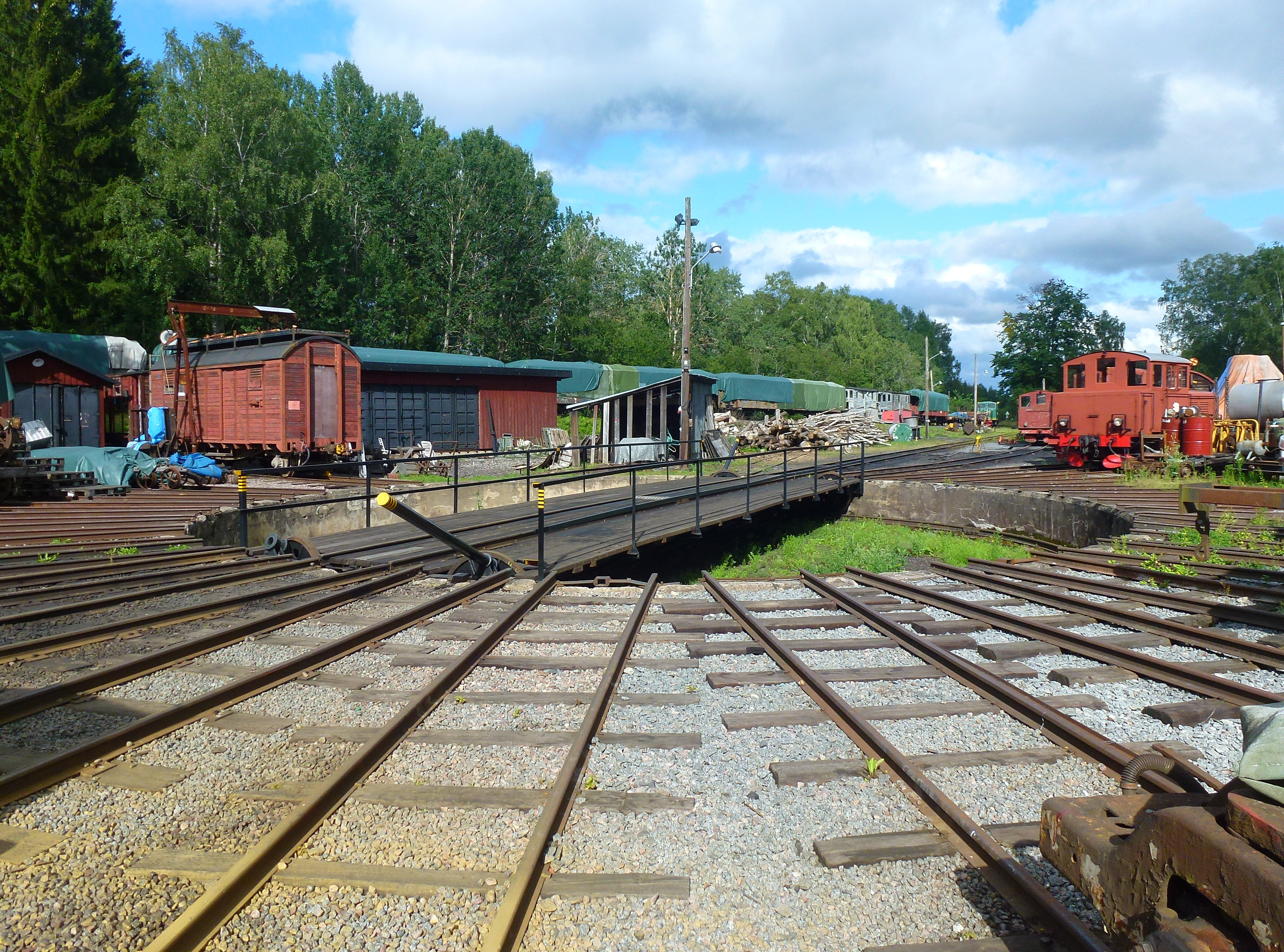
Piattaforma girevole ferroviaria
- Video